# Pino Casamassima
Pino Casamassima (Castellaneta, 20 novembre 1953) è un giornalista e scrittore italiano.

## Biografia
Inizia la carriera giornalistica nella seconda metà degli anni Settanta scrivendo per il Giornale di Brescia e Bresciaoggi.
Caporedattore a Cronos, passa poi al settimanale automobilistico Rombo, di cui è inviato in Formula 1. Diventa quindi caposervizio a L'Indipendente e, dopo la chiusura del quotidiano, collabora con il manifesto, QN, Corriere della Sera, Focus Storia, BBC History. Ha diretto i periodici Cronos, CarF1 Magazine e Coupé&Cabrio. Ha collaborato con i canali statunitensi CBS e History Channel, con la testata argentina A Todo Motor e la giapponese Auto Techno. Consulente e scouting editor per Rizzoli, ha collaborato con Rai Storia e La Storia siamo noi. Ha pubblicato una sessantina di libri, e scritto una ventina di testi teatrali. Ha fatto conferenze e tenuto seminari presso Scienze della Comunicazione  dell'Università di Verona e la Luiss di Milano.
Fra gli esperti del terrorismo italiano, con una lettera aperta all'on. Giuseppe Fioroni, presidente della II Commissione parlamentare d'inchiesta sul rapimento e l'uccisione di Aldo Moro, ne ha polemicamente rifiutato l'audizione sostenendo l'inutilità della commissione stessa.
Con Il libro nero delle Brigate Rosse (Newton Compton) ha vinto il premio Minturno 2008; con Il Sangue dei rossi (Cairo), il premio Luigi Di Rosa 2011 ex aequo con Cuori neri (Sperling & Kupfer) di Luca Telese.

## Opere

### Saggi
- 1996: Storia della Formula 1, Calderini Edizioni
- 1998: Storia della Scuderia Ferrari, Giorgio Nada Editore
- 1999:  Die Geschichte der Scuderia Ferrari, Heel Verlag, Königswinter
- 2001: Enzo Ferrari. Biografia di un mito, Le Lettere
- 2002: Fabrizio De André, De Ferrari Editore
- 2002: Lucio Battisti. Il mio canto libero, De Ferrari Editore
- 2002: Francesco De Gregori. La valigia del cantante, De Ferrari Editore
- 2003: Vasco Rossi. Rock mica balle, De Ferrari Editore
- 2003: Ivano Fossati. La disciplina dell'artista, De Ferrari Editore
- 2003: Enrico Ruggeri. Gli occhi del musicista, De Ferrari Editore
- 2003: La Fiat e gli Agnelli. Una storia italiana, Le Lettere
- 2004: Antonello Venditti. Che fantastica storia, De Ferrari Editore
- 2004: Il Sogno rosso, De Ferrari editore
- 2005: Il Dizionario della musica leggera italiana. Da «Volare» ai giorni nostri, con Luca Pollini e Stefano Fares, Le Lettere
- 2005: Hai un momento, Liga?, Baldini Castoldi Editore
- 2005: Donne di piombo. Undici vite nella lotta armata, Bevivino Editore
- 2007: Il libro nero delle Brigate Rosse, Newton Compton
- 2008:  '68. L'anno che ritorna, con Franco Piperno, Rizzoli
- 2009: Il sangue dei rossi, Cairo
- 2010: Brigate Rosse, Newton Compton
- 2010: Il caso Claps, Albatros Group
- 2010: Armi in pugno, Stampa Alternativa
- 2011: I sovversivi, Stampa Alternativa
- 2012: Gli Irriducibili. Storie di brigatisti mai pentiti, Laterza
- 2012: Bandite! Il ruolo delle donne col fucile in spalla, Stampa Alternativa
- 2013: Movimenti. Dagli indiani metropolitani agli indignati, Sperling & Kupfer
- 2014: Il Campione. Storia di Michael Schumacher, Sperling & Kupfer
- 2014: Piazza Loggia. Brescia, 28 maggio 1974. Inchiesta su una strage, Prefazione di Paolo Corsini, Postfazione di Manlio Milani, Sperling & Kupfer
- 2014: Magic. La storia di Ayrton Senna, De Ferrari
- 2014: L'ultimo Punk. La storia di Kurt Cobain, De Ferrari
- 2014: Pulp Tarantino. La storia di Quentin Tarantino, De Ferrari
- 2015: Troveranno il corpo. Il Caso Moro, Sperling & Kupfer
- 2016: The Champion, Beijng Wisdom&C, L.T.D., 2016, Pechino
- 2016: Attacco al cuore dello Stato, Salerno Editrice
- 2016: La gloriosa storia d'Italia, con Gianremo Armeni, Massimiliano Griner e Antonio Ratti, Sprea Editore
- 2017: 77 e poi..., con Oreste Scalzone, Mimesis Edizioni
- 2017: Iliade. Frammenti dalla guerra di Troia, De Ferrari Editore
- 2017: Le ragazze con la pistola, De Ferrari Editore
- 2018: Ferrari, Le Lettere
- 2019: Niki Lauda. Il campione che ha vinto anche la paura, Cairo
- 2020: Tazio Nuvolari. Le vittorie, il coraggio, il dolore, Baldini+Castoldi
- 2021: Fabrizio De André. Vita poetica di un'Anima salva, Diarkos Rusconi
- 2021: I Florio. La vera storia della famiglia diventata leggenda, Diarkos Rusconi
- 2022: Brigate rosse. Storia del partito armato dalle origini all'omicidio Biagi (1970-2002), Baldini+Castoldi
- 2022: Storia d'Italia. Dal Referendum per la Repubblica a Mani Pulite, Diarkos Rusconi
- 2022: Gli Anarchici. Storie di vite sovversive, Diarkos Rusconi
- 2022: La Marcia su Roma. Da Piazza San Sepolcro al delitto Matteotti. Nascita di una dittatura, Baldini+Castoldi.
- 2023: Is it only Rock'N'Roll?, Diarkos Rusconi
- 2023: Mille Miglia - Storie di uomini e macchine, Diarkos Rusconi
- 2023: Salò - I 600 giorni della Repubblica sociale italiana, Diarkos Rusconi.
- 2023: 1974 - L'anno che cambiò l'Italia, Baldini+Castoldi.
- 2024: TEMPESTA - Storia di Giacomo Matteotti, Baldini+Castoldi.
- 2024: La marcia su Roma, Rcs Mediagroup.
- 2024: Il delitto Matteotti, Rcs Mediagroup.
- 2024: Lo stato sociale fascista, Rcs Mediagroup.
- 2024: Resistenza - Col fucile in spalla per la riconquista della libertà, Diarkos Rusconi.
- 2024: La Repubblica di Salò, Rcs Mediagroup.
- 2025: Hazet 36 - Sergio Ramelli, Storia di un omicidio politico, Solferino.
- 2025: Il caso Elisa Claps, Rcs Mediagroup.
- 2025: Pietro Maso, Rcs, Mediagroup.

### Narrativa
- 2004: Black 15 den, De Ferrari Editore.
- 2015: L'ultimo concerto, Romanzo di formazione, musica e politica nell'Italia degli anni Settanta, Crac Edizioni.
- 2016: L'estetica dell'assassino, De Ferrari Editore.
- 2017: Strega!, De Ferrari Editore.
- 2020: Legami criminali, Armando Editore.
- 2021: La Peste, Oltre Edizioni.

### Teatro
Televisione
- Due spari nel buio, Alceste Campanile, La storia siamo noi, Rai 3, 2007.
- Enzo Ferrari, Il Cavallino vincente, History Channel, 2012.

Lectio
- Dall'Iliade all'Odissea, nascita della cultura occidentale
- La persecuzione della stregoneria nelle valli bresciane del XVI secolo
- La stagione delle stragi
- Anni di piombo, la lotta armata
- La figura della donna nel mondo omerico
- Per una bibliografia ragionata sugli anni di piombo
- Movimenti. Dal '68 alle Sardine
- Le ragazze con la pistola. La violenza esercitata dalle donne
- Rockpolitik. Rock e movimenti. Linguaggi e culture
- 1974. L'anno più affollato della Repubblica italiana
- Il Caso Moro
- Giacomo Matteotti
- Anarchia, fra ribellione e rivoluzione
- Salò. Repubblichini al potere
- La Resistenza
- Donne nella Resistenza''

Curatele
- Valerio Morucci, La peggio gioventù, Milano, Rizzoli, 2003

- Giovanna Marini, Una mattina mi son svegliata, Milano, Rizzoli, 2005

- Gianna Nannini, Io, Milano, Rizzoli, 2006

- Sergio Segio, Una vita in Prima Linea, Milano, Rizzoli, 2006.